# Марк (рагби 15)
Марк (енгл. Mark) је једно од правила у рагбију 15. Да би одиграо марк, играч мора да буде иза линије 22 м, која припада његовом тиму. Играч мора чисто да рукама ухвати лопту, директно из шута противничког играча и да истовремено викне: Марк!!! После марка изводи се шут са места где је тражен марк.